# Évènement hyperthermique
Un évènement hyperthermique correspond à un réchauffement brutal de la planète à l’échelle des temps géologiques.
Les conséquences de ce type d’événement font l’objet de nombreuses études car elles peuvent constituer un analogue au changement climatique actuel.

## Événements hyperthermiques
Le premier évènement de ce type a été décrit en 1991 à partir d’une carotte de sédiments extraite d’un forage réalisé dans la Mer de Weddell (Antarctique) dans le cadre du Programme de forages océaniques.
Cet évènement se situe à la limite des époques Paléocène et Éocène il y a environ 56 millions d’années. Il est appelé aujourd’hui Maximum thermique du passage Paléocène-Éocène (Paleocene-Eocene Thermal Maximum ou PETM). Au cours de cet évènement, la température des océans a augmenté de plus de 5 °C en moins de 10 000 ans.
Depuis cette découverte, plusieurs autres évènements hyperthermiques ont été identifiés dans cette partie inférieure de la période géologique du Paléogène :
- le Dan-C2 event au début de l’étage Danien du Paléocène, il y a environ 65,2 millions d’années, tout à fait la base de l’ère Cénozoïque ;
- le Danian-Selandian event à la transition entre les étages Danien et Sélandien du Paléocène, il y a environ 61 millions d’années ;
- les deux événements succédant au PETM au cours de l’optimum climatique de l'Éocène :
  - le maximum thermique de l'Éocène 2 (Eocene Thermal Maximum 2, ou ETM2) il y a environ 53,2 millions d’années,
  - et le maximum thermique de l'Éocène 3 (Eocene Thermal Maximum 3, ou ETM3) il y a environ 52,5 millions d’années[2].

Mais l’évènement PETM reste le plus étudié des événements hyperthermiques.
D'autres évènements hyperthermiques ont eu lieu à la fin de la plupart des glaciations du quaternaire. Le plus remarquable d'entre eux est probablement le réchauffement brutal marquant la fin du Dryas récent, qui a vu une élévation de la température annuelle moyenne de plusieurs degrés en moins d'un siècle,,,.

## Causes
Si les conséquences de ces événements hyperthermiques sont aujourd’hui bien étudiées et connues (voir plus loin), leurs causes sont toujours débattues.
Deux pistes principales, possiblement complémentaires, sont évoquées pour l’initiation de ces réchauffements brutaux :
- un forçage orbital avec des maxima d’excentricité des cycles longs et/ou courts de la Terre qui accentuent les contrastes saisonniers importants et entraînent un réchauffement climatique global ;
- une activité volcanique remarquable, en particulier dans la province de l’Atlantique nord[7].

## Conséquences
Le réchauffement marin dû au PETM est estimé, pour toutes les latitudes du globe, entre 4 et 5 °C pour les eaux océaniques profondes et entre 5 et 9 °C pour les eaux superficielles.
Le carbone piégé dans les clathrates enfouis dans les sédiments des hautes latitudes se libère dans l’océan sous forme de méthane (CH4) qui va rapidement s’oxyder en dioxyde de carbone (CO2).

### Acidification des océans et dissolution des carbonates
Sous l'effet de l'augmentation du CO2 dissous dans l'eau de mer, les océans s’acidifient. Ceci a pour conséquence une dissolution des carbonates ; la sédimentation mondiale devient essentiellement argileuse. Ce processus s’installe en moins de 10 000 ans tandis qu’il faudra environ 100 000 ans pour que la sédimentation carbonatée revienne à son niveau antérieur au PETM principalement par capture du CO2 grâce à une plus forte altération des silicates sur les continents.

### Bouleversement des circulations océaniques
Les rapports δ13C des teneurs en isotopes du carbone des carbonates constituant les coquilles des foraminifères benthiques ont mis en évidence un bouleversement des circulations océaniques lors du PETM sous l’effet du réchauffement global. Ce changement s’est effectué en quelques milliers d’années. Le retour à la situation antérieure, là aussi par rétroaction négative grâce à la « pompe à CO2 » de l’altération des silicates, a nécessité environ 200 000 ans.

### Impacts sur la faune marine
Alors que les foraminifères benthiques avaient traversé sans encombre l’extinction Crétacé-Paléogène intervenue il y a environ 66 millions d’années, l’événement hyperthermique du PETM, 10 millions d’années plus tard, les décime avec la disparition de 30 à 50 % des espèces existantes.
Le réchauffement des eaux de surface entraine également une eutrophisation du milieu marin qui conduit à une augmentation rapide par rétroaction positive des émissions de CO2.

### Impacts sur la faune terrestre
Les mammifères qui ont connu un grand développement après l’extinction de la fin du Crétacé vont être fortement affectés par les réchauffements climatiques du Paléogène. Les augmentations de température et les changements de climat induits modifient la flore et les quantités disponibles de fourrages pour les herbivores. C’est ainsi qu’un grand nombre de groupes de mammifères apparaissent au début de l’Éocène, il y a environ 56 millions d’années :
- Artiodactyles ;
- Périssodactyles ;
- Primates ;
- Hyaenodontidae…

## Analogies avec le réchauffement climatique global actuel
Même si les événements hyperthermiques du Paléogène apparaissent comme extrêmement brutaux à l’échelle des temps géologiques (dans une gamme de quelques milliers d’années pour une augmentation de l’ordre de 5 °C ), ils restent très sensiblement plus longs que les durées envisagées dans les modèles actuels du réchauffement global d’origine anthropique.
Les différentes études des événements hyperthermiques insistent sur les phénomènes de rétroactions positives qui, après le déclenchement d’un réchauffement, l’accélèrent considérablement.